# Våningssäng

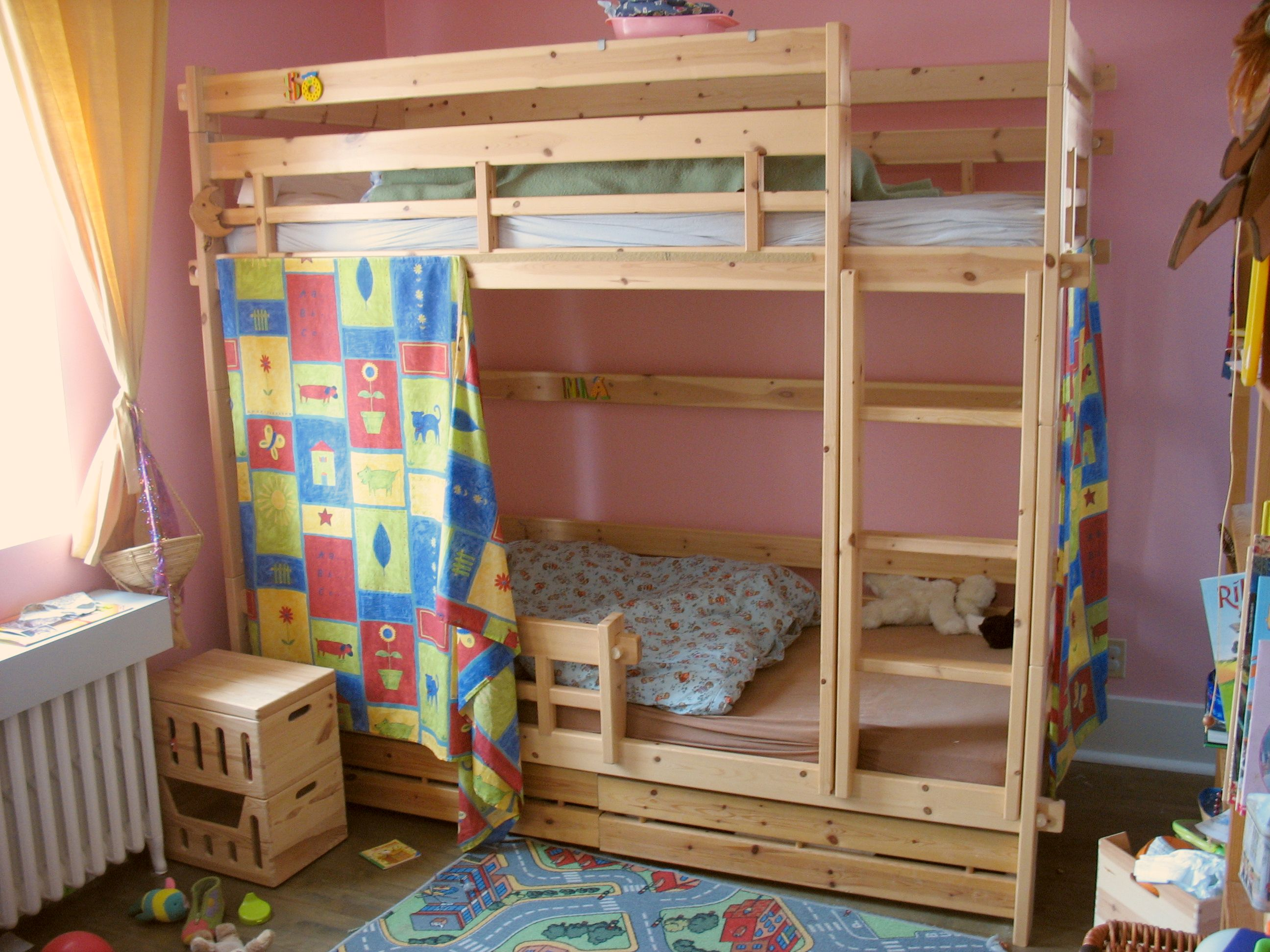
Våningssäng i ett barnrum.

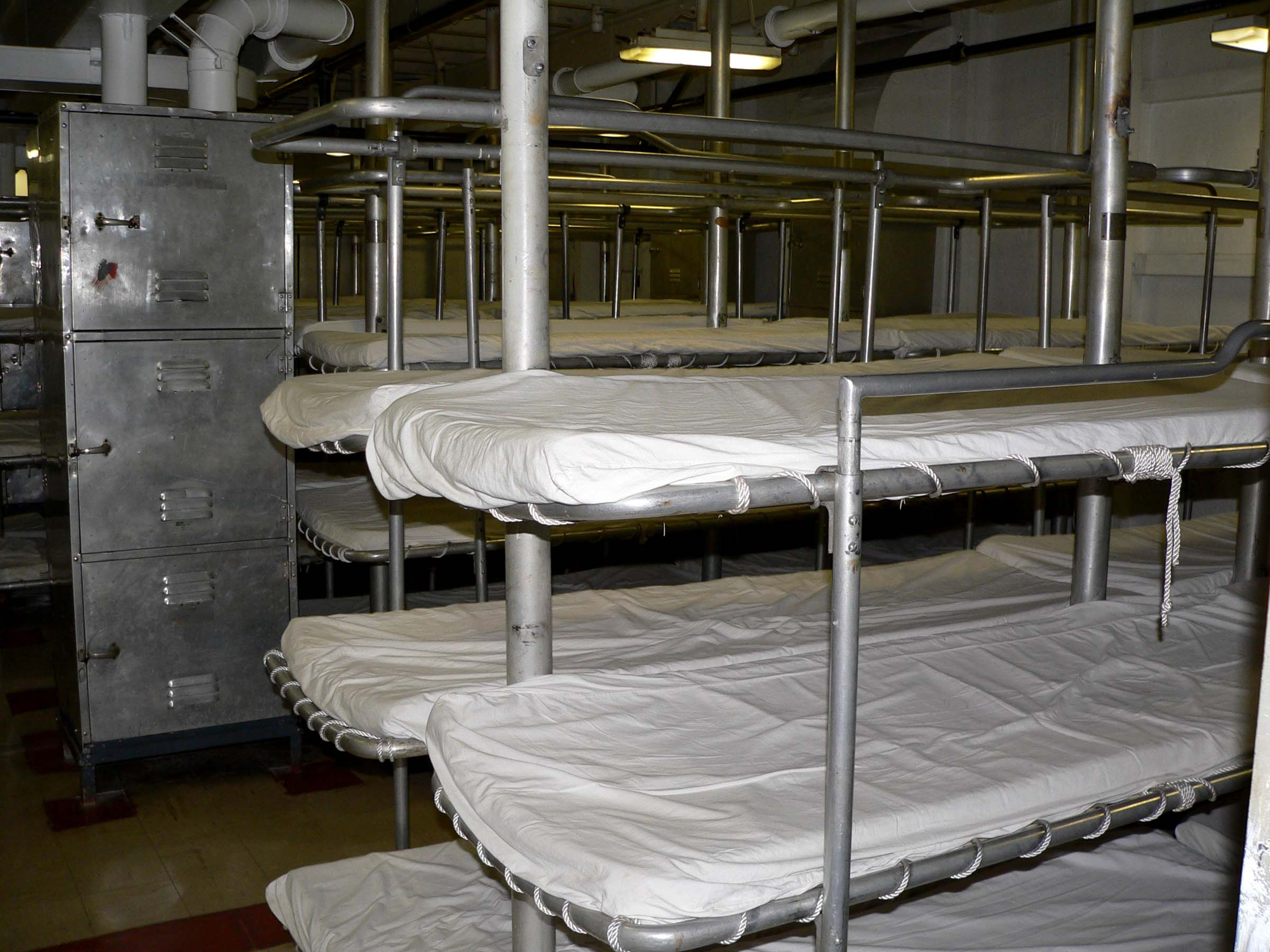
Våningssängar på ett amerikanskt militärfartyg.

En våningssäng består oftast av två, ibland flera, sängar ovanpå varandra. Konstruktionen används för att hantera trångboddhet. Man hittar ofta våningssängar i militära logement, på fartyg, i vandrarhem och på tåg, i mindre barnkammare som delas av flera syskon eller i fritidshus. Åtminstone våningssängar avsedda för barn brukar vara försedda med en inbyggd eller separat stege.

## Loftsäng
Våningssängar ska inte förväxlas med loftsängar. En loftsäng består enbart av en högt belägen säng med stege eller en enkel trappa. Loftsängen kan bestå av en golvkonstruktion eller vara monterad i väggar och tak. Det praktiska med loftsängar är att man ofta kan möblera och skapa exempelvis en liten TV-hörna eller en skrivhörna under sängen. Detta är särskilt användbart i rum med begränsad golvyta.